# Patriarcha moskevský a celé Rusi
Patriarcha moskevský a celé Rusi (rusky Патриа́рх Моско́вский и всея́ Руси́) je titul současného nejvyššího představitele Ruské pravoslavné církve.

## Moskevský patriarchát
Moskevský patriarchát sídlí v Moskvě od roku 1589, prvním patriarchou na místě dosavadních moskevských metropolitů byl zvolen Jóv Posvětitel, jemuž byl titul udělen osobně ekumenickým patriarchou Jeremiášem II. v květnu 1589 (Jeremiáš přicestoval do Moskvy 13. července 1588, načež následovala složitá jednání s carskými úřady).
Patriarchát byl dočasně zrušen roku 1721 a znovu obnoven Ruskou pravoslavnou církví 10. listopadu roku 1917. Potvrzení patriarchátu Posvátným synodem v Konstantinopoli v letech 1590 a 1593, o čemž byly do Moskvy poslány stvrzující listiny.

## Seznam moskevských patriarchů

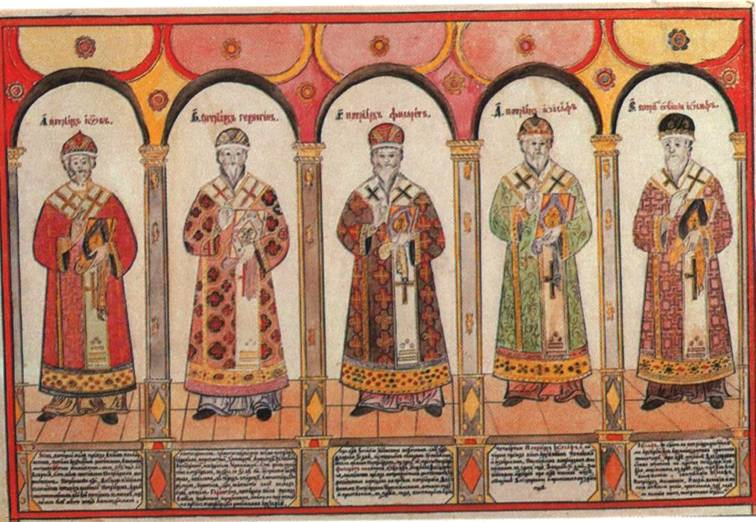
Pět prvních patriarchů ruské církve (lubok ze druhé poloviny 19. století)

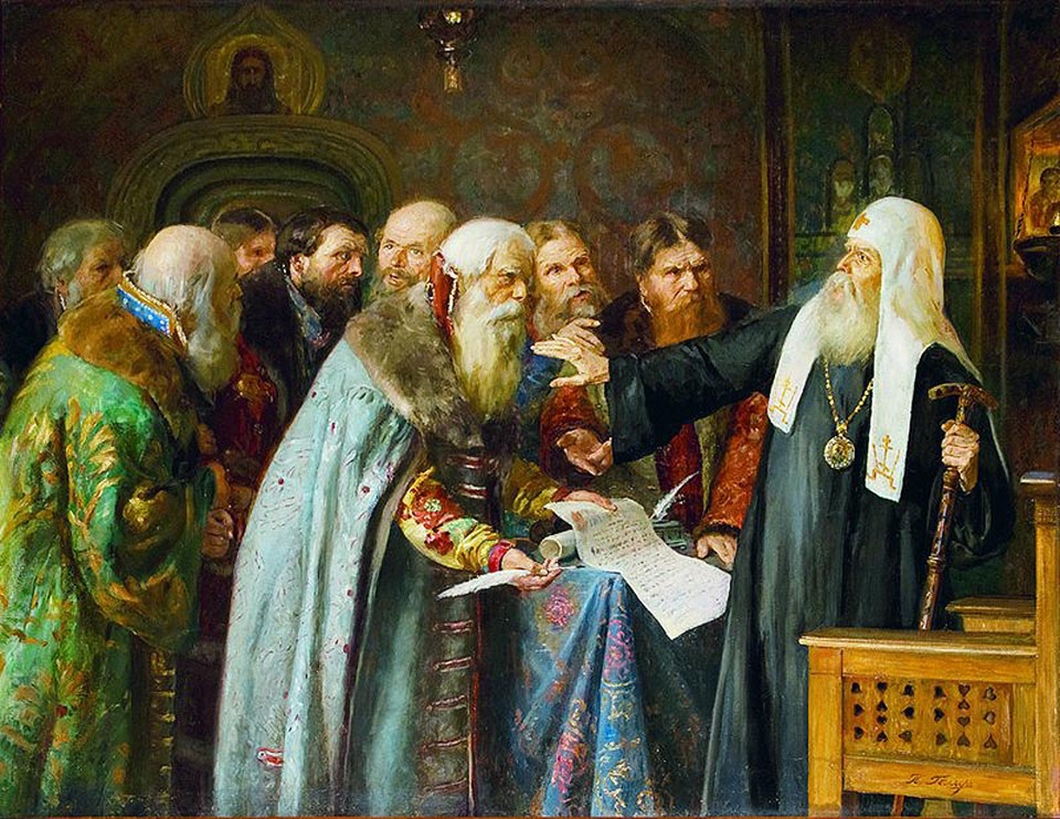
Pjotr Isaakovič Geller. Patriarcha Iov odmítá uznat Lžidimitriji I. syna Ivana IV.

- Svatý Jóv Posvětitel (23. ledna 1589 – červen 1605)
- Ignatij (30. června 1605 – květen 1606), uveden do funkce Lžidimitrijem I. ještě za života patriarchy Jóva a proto se neřadí mezi zákonné patriarchy, ač ustanoven s dodržením všech náležitostí
- Svatý mučedník Germogen (nebo Ermogen) (3. června 1606 – 17. února 1612), přiřazen mezi svaté roku 1913.
- Filaret (Fjodor Nikitič Romanov) (24. června 1619 – 1. října 1633)
- Joasaf I. (6. února 1634 – 28. listopadu 1640)
- Josif (27. května 1642 – 15. dubna 1652)
- Nikon (Nikita Minov) (25. července 1652 – 12. prosince 1666)
- Joasaf II. (10. února 1667 – 17. února 1672)
- Pitirim (7. července 1672 – 19. dubna 1673)
- Joakim (Ivan Petrovič Saviolov) (26. července 1674 – 17. března 1690)
- Adrian (24. srpna 1690 – 16. října 1700)
- Svatý Tichon Posvětitel (Vasilij Ivanovič Běllavin) (18. listopadu 1917 – 7. dubna 1925)
- Sergij (Ivan Nikolajevič Starogorodskij) (8. září 1943 – 15. května 1944)
- Alexij I. (Sergej Vladimirovič Simanskij) (2. února 1945 – 17. dubna 1970)
- Pimen (Sergej Michajlovič Izvekov) (2. června 1971 – 3. května 1990)
- Alexij II. (Alexej Michajlovič Ridiger) (10. června 1990 (intronizace) – 5. prosince 2008)
- Kirill I. (Vladimir Michajlovič Gunďajev) (27. ledna 2009 – dosud)